# Bund-Länder-Kommission für Bildungsplanung und Forschungsförderung
Die Bund-Länder-Kommission für Bildungsplanung und Forschungsförderung (BLK) war vom 25. Juni 1970 (zusätzliche Aufgabe der Forschungsförderung seit 1975) bis Ende 2007 das ständige Gesprächsforum für den Bund und alle Länder gemeinsam berührenden Fragen des Bildungswesens und der Forschungsförderung (Artikel 1 des BLK-Abkommens). Sie gab den Regierungschefs des Bundes und der Länder Empfehlungen zur Bildungsplanung und Forschungsförderung.
Ab 1. Januar 2008 wurden die Aufgaben der BLK teilweise von der neu gegründeten Gemeinsamen Wissenschaftskonferenz (GWK) übernommen.

## Kommission
Oberstes Beratungs- und Beschlussgremium der BLK war die Kommission. Ihr gehörten acht Vertreter der Bundesregierung an sowie je ein (bei Angelegenheiten der Forschungsförderung je zwei) Vertreter der Landesregierungen. Die Vertreter der Bundesregierung führten 16 Stimmen, die einheitlich abgegeben wurden, die Vertreter der Landesregierungen je eine Stimme. Der Vorsitzende und der stellvertretende Vorsitzende wurden jeweils für ein Jahr abwechselnd aus dem Kreis der Vertreter der Bundesregierung und der Landesregierungen bestellt.
Die Kommission fasste ihre Beschlüsse mit einer Mehrheit von mindestens 25 Stimmen. Überstimmte Mitglieder konnten ihre abweichende Auffassung in einem besonderen Votum (Votum negativum) niederlegen. Die Kommission beschloss Empfehlungen, die – ggf. mit den besonderen Voten – den Regierungschefs des Bundes und der Länder zur Beratung und Beschlussfassung vorgelegt wurden. Ein Beschluss setzte die Zustimmung von mindestens 13 Regierungschefs voraus; er band nur diejenigen, die ihm zugestimmt hatten. In der Rahmenvereinbarung Forschungsförderung waren für die Zustimmung der Regierungschefs vereinfachte Verfahren vorgesehen. Ergebnisse der Kommissionsberatungen, bei denen ein Interesse der Fachöffentlichkeit angenommen wurde, wurden in der BLK-Reihe „Materialien zur Bildungsplanung und zur Forschungsförderung“ veröffentlicht.
An den Sitzungen der Kommission nahmen mit beratender Stimme Vertreter des Wissenschaftsrates, der Kommunalen Spitzenverbände und Mitglieder des Hauptausschusses des Bundesinstituts für Berufsbildung teil.
Das Verfahren der Kommission war in der Geschäftsordnung für die BLK geregelt.

## Ausschüsse
Zur Vorbereitung ihrer Beschlüsse hatte die Kommission zuletzt zwei (früher vier) Ausschüsse eingesetzt:
- Ausschuss „Bildungsplanung“
- Ausschuss „Forschungsförderung“.

Mit den Entscheidungen nach der Rahmenvereinbarung Modellversuche war die Projektgruppe „Innovationen im Bildungswesen“ beauftragt, die dem Ausschuss „Bildungsplanung“ zugeordnet war. Den Ausschüssen und der Projektgruppe gehörten Vertreter der zuständigen Ressorts des Bundes und der Länder an. Außerdem konnten Sachverständige hinzugezogen werden.
Arbeitsgruppen, Arbeitskreise und Ad-hoc-Gruppen
Die Ausschüsse hatten für die Erarbeitung von Beschlussentwürfen ständige Arbeitsgruppen und Arbeitskreise eingesetzt, die sich aus Vertretern des Bundes und der Länder sowie ggf. aus Sachverständigen zusammensetzten.
Dem Ausschuss Bildungsplanung waren neben der Projektgruppe „Innovationen im Bildungswesen“ zugeordnet:
- Redaktionskonferenz „Studien- und Berufswahl“
- Fachbeirat Online-Informationssystem „Studien- und Berufswahl“.

Beiden Ausschüssen war der Arbeitskreis „Förderung von Frauen in der Wissenschaft“ zugeordnet. Außerdem setzten die Kommission, die Ausschüsse und die Projektgruppe von Fall zu Fall Ad-hoc-Gruppen für die Bearbeitung zeitlich begrenzter Aufgaben ein.

## Geschäftsstelle
Die Geschäftsstelle der BLK war zuständig für die Erledigung der laufenden Geschäfte und für die Vorbereitung der Sitzungen der Kommission sowie der anderen Gremien. Dazu gehörten neben der fachlich-inhaltlichen Zuarbeit auch die technischen Arbeiten.
Die Geschäftsstelle hatte ihren Sitz in Bonn, ursprünglich in der Heinrich-Brüning-Straße 18. Sie unterstand den fachlichen Weisungen des bzw. der Vorsitzenden der Kommission. Die Geschäftsstelle, die über 24 Planstellen/Stellen verfügte, war beim Bundespräsidialamt errichtet worden; die Ausgaben der Geschäftsstelle trug der Bund. Der Generalsekretär und sein Stellvertreter wurden vom Bund im Einvernehmen mit den Ländern bestellt.
Die BLK veröffentlichte Jahresberichte mit den Ergebnissen der Beratungen und mit Informationen über die laufenden Vorhaben. Der Jahresbericht enthielt auch ein Verzeichnis der Veröffentlichungen.

## Historisches
Die BLK wurde 1970 als „Bund-Länder-Kommission für Bildungsplanung“ in einem Verwaltungsabkommen gegründet. Damit bestand erstmals ein von Bund und Ländern gemeinsam getragenes Planungsgremium für den Bildungsbereich mit einer detaillierten Aufgabenstellung. Im Jahre 1975 kam die Forschungsförderung als zusätzliche Aufgabe hinzu, so dass der Name ab 1976 entsprechend geändert wurde.
Ein wesentliches Ziel der BLK war die Verabschiedung eines „Bildungsgesamtplanes“, der eine langfristige Rahmenplanung inklusive der Festschreibung eines entsprechenden Finanzbedarfes zum Ziel hatte. Dabei gab es jedoch zwei große Probleme: Zum einen waren die entgegengesetzten Positionen von SPD und CDU/CSU in drei wesentlichen Punkten (Gesamtschule, Orientierungsstufe, Lehrerbildung) nicht zu vereinen, zum anderen wollte die BLK die Bildungsaufgaben als festen Anteil des Bruttosozialproduktes in ihren Planungen festschreiben, wogegen sich Finanzpolitiker aller Parteien in Bund und Ländern sträubten.
Im Jahre 1982 legte die BLK einen Entwurf zum zweiten Bildungsgesamtplan vor, der von Finanzpolitikern als nicht finanzierbar abgelehnt wurde. Die BLK verlor daraufhin die entsprechenden Zuständigkeiten und wurde 1983 deutlich verkleinert. Von den vorher vier Ausschüssen (Bildungsgesamtplan, Bildungsbudget, Innovationen im Bildungswesen und Forschungsförderung) blieben nur noch zwei bestehen, die bis heute existieren.
Historische Vorläufer waren:
- der Deutsche Ausschuss für das Erziehungs- und Bildungswesen (1953 bis 1965) sowie
- der Deutsche Bildungsrat (1965 bis 1975).

## Nachfolgeorganisation 2008
Mit Inkrafttreten der Föderalismusreform am 1. September 2006 und der damit einhergehenden Änderung des Artikels 91 b GG haben sich die verfassungsrechtlichen Grundlagen für die Tätigkeitsfelder der BLK geändert.
Die vormalige Gemeinschaftsaufgabe Bildungsplanung ist mit der Grundgesetzänderung entfallen. In der Neufassung von Artikel 91 b Absatz 2 GG werden Bund und Länder stattdessen ermächtigt, auf Grund von Vereinbarungen zur Feststellung der Leistungsfähigkeit des Bildungswesens im internationalen Vergleich und bei diesbezüglichen Berichten und Empfehlungen zusammenzuwirken.
Für die Erledigung dieser Aufgaben haben die Regierungschefs von Bund und Ländern am 14. Juni 2007 die Errichtung einer Gemeinsamen Wissenschaftskonferenz beschlossen, die insoweit ab 1. Januar 2008 die Nachfolge der bisherigen BLK angetreten hat.